# Listă de personalități din Transilvania
Lista de mai jos cuprinde o serie de personalități originare din Transilvania:
- Gyula (953 (?) - 1003), conducătorul tribului omonim maghiar, duce al Transilvaniei
- Sarolt (sec. X), fiica lui Gyula, mama primului rege maghiar, Ștefan I al Ungariei (Vajk / Vlaicu[necesită citare])
- Zoltán Erdőelvi (c. 1003), voievod al Transilvaniei
- Mercurius (c. 1103, 1111 - 1113), voievod al Transilvaniei
- Leustachius Rátót (c. 1164 - 1176), voievod al Transilvaniei
- Erzsébet Morzsinai (sec. XIV), mama lui Ioan de Hunedoara

- Ioan de Hunedoara (1387-1456), comandant militar, voievod al Transilvaniei, guvernator al Ungariei
- Blasius Magyar (? - 1490), voievod al Transilvaniei, comandant militar în Regatul Ungariei

- Matia Corvin (1443-1490), rege al Ungariei, fiul lui Ioan de Hunedoara
- Nicolaus Olahus (1493-1568), umanist, arhiepiscop de Strigonium, regent și apoi guvernator al Ungariei
- Johannes Honterus (1498-1549), umanist, reformator religios

- Valentin Bakfark (1507 sau 1527-1576), compozitor renascentist
- Francisc David (1510-1579), teolog, fondatorul Bisericii Unitariene
- Gáspár Heltai (1510-1574), pastor luteran, tipograf și scriitor
- Diaconul Coresi (d. 1583), meșter tipograf, traducător

- Ioan I Zápolya (1526 - 1540), principe al Transilvaniei și rege al Ungariei
- Ștefan Báthory (1533-1586), principe al Transilvaniei și rege al Poloniei și Lituaniei; în 1581, a înființat Academia Claudiopolitana Societatis Iesu, strămoașa actualei Universități Babeș-Bolyai din Cluj-Napoca.
- Andrei Báthory (1563 – 1599), arhiepiscop de Varmia, cardinal, principe al Transilvaniei
- Sigismund Báthory (1572 sau 1573 - 1613), principe al Transilvaniei. A realizat prima unire a Transilvaniei cu Țara Românească și cu Moldova, așa numitul plan dacic.[1]
- Ștefan Bocskai (1557-1606), principe al Transilvaniei
- István Szamosközy (1570-1612), istoric
- Petrus Pázmány (1570-1637), călugăr iezuit, scriitor latin și maghiar
- Gabriel Bethlen (1580-1629), principe al Transilvaniei
- Gabriel Báthory (1589-1613), principe de Transilvania
- Gheorghe Rákóczi I (1593-1648), principe al Transilvaniei între anii 1630-1648.
- Zsuzsanna Lorántffy (1600-1660), principesă-consoartă a Transilvaniei, soția principelui Gheorghe Rákóczi I, a fondat sau sponsorizat mai multe unități de învățământ între care, prima școală românească (de nivel mediu) la Făgăraș (în 1657).
- Grof Francisc Rhédei (1610-1667), principe de Transilvania
- Ioan Căianu (1629-1687), călugăr franciscan, primul autor de muzică cultă din Transilvania
- Valentin Frank von Franckenstein (1643-1697), poet și traducător
- Grigore Pintea (1670-1703), vestit haiduc din Maramureș
- Teofil Seremi (d. 1697, episcop ortodox român și mitropolit al Ardealului între 1692 și 1697. A inițiat tratativele de Unire a românilor ortodocși din Ardeal cu Biserica Catolică.
- Atanasie Anghel (1660-1713, primul episcop român unit, oficial.
- Ioan Giurgiu Patachi (1680-1727), episcop român unit al Episcopiei de Făgăraș, între 1713 și 1727.
- Inocențiu Micu-Klein (1692-1768), episcop român unit cu Roma, întemeietorul gândirii politice românești moderne.

- Petru Pavel Aron (1709-1764), episcop român unit cu Roma, întemeietor al primei școli blăjene cu limbă de predate română, apoi, al altor 53 de școli românești, în Transilvania, traducător al Bibliei Vulgata, în limba română;
- Samuel von Brukenthal (1721-1803), colecționar de artă, guvernator al Transilvaniei
- Dimitrie Eustatievici (1730-1796), dascăl și autor de manuale și gramatici.
- Horea (1731-1785), unul din conducătorii răscoalei țărănești de la 1784 din Transilvania
- Crișan (1733-1785), lider al răscoalei țărănești de la 1784
- Ioan Bob (1739-1830), episcop al Bisericii Române Unite cu Roma
- Samuil Micu (1745-1806), teolog, istoric, filolog, lexicograf, traducător și filosof iluminist român, reprezentant al Școlii Ardelene; a tradus și tipărit, la Blaj, Biblia, adecă dumnezeiasca Scriptură a Legii Vechi și a ceii Noao (1795);
- Cloșca (1747-1785), lider al răscoalei țărănești de la 1784
- Ioan Piuariu Molnar (1749-1815), medic, filolog și traducător
- Gheorghe Șincai (1754-1816), istoric, filolog, traducător și scriitor român, reprezentant al Școlii Ardelene. A contribuit la întemeierea a peste 300 de școli românești în Transilvania.
- Petru Maior (1756-1821), istoric, filolog și scriitor protopop greco-catolic de Reghin, reprezentant al Școlii Ardelene
- Ioan Budai-Deleanu (1760-1863), scriitor, filolog, lingvist, istoric și jurist, corifeu al Școlii Ardelene.
- Matthias Lassel (1760-1834), oftalmolog de faimă europeană
- Vasile Aaron (1770-1822), poet
- Farkas Bolyai (1775-1856), matematician
- Vasile Coloși (1779-1814), preot greco-catolic și filolog, membru al mișcării iluministe Școala Ardeleană
- Gheorghe Lazăr (1779-1821), pedagog, teolog și inginer. În 1818 a înființat prima școală cu predare în limba română din București, „Colegiul Sfântul Sava”
- Johann Michael Ackner (1782-1862), arheolog și geolog
- Alexandru Sterca-Șuluțiu (1794-1867), mitropolit al Bisericii Române Unite cu Roma

- Ioan Alexi (1801-1863), episcop greco-catolic al Eparhiei de Gherla; filolog
- Ecaterina Varga (1802-cca 1858), luptătoare pentru drepturile românilor iobagi din Munții Apuseni
- János Bolyai (1802-1860), matematician
- Emanuil Gojdu (1802-1870), avocat și patriot
- Timotei Cipariu (1805-1887), revoluționar pașoptist, cleric greco-catolic, membru fondator al Academiei Române, președinte al Astrei, lingvist, istoric, teolog, pedagog și orientalist, „părintele filologiei române”.
- Florian Aaron (1805-1887), istoric, propagator în Muntenia a ideilor Școlii Ardelene
- Eftimie Murgu (1805-1870), jurist și profesor de filosofie, deputat în parlamentul revoluționar maghiar din timpul Revoluției de la 1848
- Constantin Lecca (1807-1887), pictor, domeniul portretisticii și al picturii religioase, participant la Revoluția de la 1848
- Christian Tell (1808-1884), politician și general unul din fondatorii societății secrete Frăția
- Simion Bărnuțiu (1808-1864), istoric, filozof, om politic
- Andrei Șaguna (1808-1873, mitropolit al românilor ortodocși din Transilvania și Ungaria.
- Simion Balint (1810-1880), revoluționar, a luptat alături de Avram Iancu ca prefect al Legiunii Arieșului
- August Treboniu Laurian (1810-1881), filolog, istoric, publicist și om politic, unul dintre conducătorii Revoluției de la 1848 din Transilvania. A fost unul dintre membrii fondatori ai Academiei Române
- Carol Popp de Szathmáry (1812-1887), pictor
- George Barițiu (1812-1893), istoric si publicist, întemeietorul presei românești din Transilvania, membru fondator și președinte al Astrei, membru fondator și președinte al Academiei Române, membru fondator al Partidului Național Român din Ungaria și Transilvania
- David Urs de Margina (1814-1897), nobil român, purtător al Ordinului Maria Terezia, președinte al „Fondului școlastic” al Regimentului I de Graniță de la Orlat în perioada 1871 - 1897
- Andrei Mureșanu (1816-1863), poet revoluționar
- Florian Porcius (1816-1906), botanist, membru titular al Academiei Române
- Ion Codru-Drăgușanu (1817-1884), scriitor, memorialist, călător, participant la Revoluția de la 1848 - 1849, vicecăpitan al Comitatului Făgăraș
- Petru Dobra (1817-1849), revoluționar pașoptist, colaborator apropiat al lui Avram Iancu.
- Aron Pumnul (1818-1866), cărturar, lingvist, filolog și istoric literar, profesor al lui Mihai Eminescu, fruntaș al Revoluției de la 1848 din Transilvania
- Ioan Buteanu (1821-1849), lider revoluționar de la 1848 și prefect al Zarandului.
- Ilie Măcelar (1822-1891), om politic, președintele Partidului Național al Românilor din Transilvania. A fost un adept al nerecunoașterii alipirii Transilvaniei la Ungaria și al boicotării vieții politice din Regatul Ungariei prin pasivism
- Avram Iancu (1824-1872), conducătorul moților din Revoluția Română din 1848
- Vasile Moldovan (1824-1895), unul din cei cinsprezece prefecți în legiunile înființate în Revoluția de la 1848-1849 din Transilvania, conduse de Avram Iancu
- Franz Binder (1824-1875), călător și explorator
- Ioan Pușcariu (1824-1911), istoric și scriitor, membru titular al Academiei Române
- Nicolae Popea, (1826-1908), episcop ortodox român, istoric, membru titular al Academiei Române
- Eduard Albert Bielz (1827-1898), om de știință, autorul monografiei Principatului Transilvaniei în secolul al XIX-lea
- Iosif Sterca-Șuluțiu (1827-1911), istoric
- Mișu Popp (1827-1892), pictor, reprezentant al academismului românesc
- Alexandru Papiu-Ilarian (1827-1877), jurist, istoric, lingvist, ministru român din Transilvania, unul din principalii organizatori ai revoluției de la 1848, membru titular al Academiei Române
- Ioan Rațiu (1828-1902), om politic, memorandist
- Dionisie Pop Marțian (1829-1865), statistician și economist, inițiator al școlii economice protecționiste
- Ioan Mețianu (1828-1916), mitropolit al românilor ortodocși din Transilvania și Ungaria.
- Visarion Roman (1833-1885, publicist, om politic, membru corespondent al Academiei Române, fondatorul Băncii Albina din Sibiu
- Zaharia Boiu (1834-1903), poet și publicist, membru corespondent al Academiei Române
- Gheorghe Pop de Băsești (1835-1919), om politic, președinte al Partidului Național Român din Transilvania
- Grigore Silași (1836-1897), filolog și folclorist român, membru de onoare (1877) al Academiei Române.
- Ioan Meșotă (1837-1878), profesor, membru corespondent al Academiei Române
- Nicolae Teclu (1839-1916), chimist, inventator, membru titular al Academiei Române
- Iosif Vulcan (1841-1907), academician, animator cultural, publicist și scriitor
- Dimitrie Comșa (1846-1931), agronom, profesor și om politic , membru de onoare (1926) al Academiei Române
- Gheorghe Dima (1847-1925), muzician și compozitor
- Daniel Popovici Barcianu (1847-1903), om politic și de cultură, membru în conducerea Partidului Național Român din Transilvania și unul din inițiatorii Memorandului din 1892
- Artemiu Publiu Alexi (1847-1896), decorat cu Ordinul Bene Merenti
- Ion Slavici (1848-1925), scriitor și jurnalist Împreună cu Eminescu pune bazele Societății Academice Sociale Literare România Jună
- Badea Cârțan (1849-1911), țăran român, a călătorit pe jos până la Roma pentru a vedea cu ochii săi Columna lui Traian și alte mărturii despre originea latină a poporului român
- Ion Ciocan (1850-1915), om politic și de cultură român; profesor la catedra de limba și literatura română la Universitatea din Budapesta (1898-1909).
- Vasile Lucaciu (1852-1922), preot greco-catolic militant pentru drepturile românilor din Transilvania
- Ion Pop-Reteganul (1853-1905), pedagog, prozator, publicist și folclorist
- Aurel Suciu (1853-1905), unul dintre conducătorii acțiunii de întocmire a Memorandumului din 1892
- Emil Sigerus (1854-1947), etnograf, colecționar, istoric și scriitor
- Alexandru Ciurcu (1854-1922), inventator și publicist, a experimentat principiul motorului cu reacție
- George Maior (1855-1927), agronom, profesor universitar la Școala Superioară de Agricultură de la Herăstrău (București) și la Seminarul Nifon Mitopolitul din București, patriot român.
- Ioan Bianu (1856-1935), filolog și bibliograf român, membru titular și președinte al Academiei Române
- Gherasim Domide (1856-1909), memorandist
- Augustin Bunea (1857-1909), istoric și teolog greco-catolic român, membru titular al Academiei Române
- Arthur Arz (1857-1935), comandant al armatei austro-ungare
- Andrei Bârseanu (1858-1922), folclorist, director al ASTREI între anii 1911-1922.
- Enea Hodoș (1858-1945), folclorist, membru corespondent al Academiei Române
- Ioan Boeriu (1859-1949), feldmareșal, comandant al regimentului de infanterie 76, decorat cu Ordinul Maria Terezia, apoi general de corp de armată în România Mare.
- Demetriu Radu (1861-1920), episcop greco-catolic de Lugoj (1897-1903) și episcop de Oradea Mare (1903-1920); ucis într-un atentat cu bombă în Senatul României.
- József Koszta (1861-1949), pictor
- Septimiu Albini (1861-1919), publicist, unul din semnatarii documentului Memorandumul Transilvaniei
- Vasile Goldiș (1862-1934), academician, om politic, membru de onoare al Academiei Române
- Ion Vidu (1863-1931), compozitor și dirijor
- George Coșbuc (1866-1918), poet, traducător, membru titular al Academiei Române
- Octavian Smigelschi (1866-1912), pictor și grafician
- Vasile Hossu de Gherla (1866-1916), episcop greco-catolic al Episcopiei de Lugoj și apoi al Episcopiei de Gherla
- Gheorghe Popa-Lisseanu (1866-1945), istoric
- Emil Racoviță (1868-1947), biolog, speolog și explorator
- Timotei Popovici (1870-1950), preot, pedagog și compozitor.
- Alexandru Vaida-Voievod (1872-1950), medic, om politic PNȚ și publicist român
- Traian Vuia (1872-1950), primul zbor cu un aparat mai greu ca aerul
- Iuliu Maniu (1873-1953), om politic, prim-ministru al României
- Dimitrie Anghel (1872-1914, poet si prozator
- Vasile Suciu (1873-1935), Arhiepiscop de Alba Iulia și Făgăraș, mitropolit al Bisericii Române Unite, membru de onoare al Academiei Române
- Iuliu Prodan (1875-1959), botanist
- Valeriu Moldovan (1875-1954), luptător pentru drepturile românilor din Transilvania în timpul regimului austro-ungar, publicist, avocat, profesor universitar la Facultatea de Drept din Cluj, deputat, membru al PNȚ.
- Aurel Vlad (1875-1953), avocat, doctor în drept, promotor al Unirii din 1918
- Alexandru I. Lapedatu (1876-1950), istoric
- Victor Deleu (1876-1939), primar al municipiului Cluj în perioada 1932 (iunie) - 1933 (18 noiembrie)
- Sextil Pușcariu (1877-1948), lingvist și istoric literar, primul rector al Universității din Cluj
- Endre Ady (1877-1919), poet
- Zaharia Bârsan (1878-1948), actor, regizor, primul director al Teatrului Național din Cluj
- Emil Hațieganu (1878-1959), jurist, membru de onoare (1945) al Academiei Române
- Aurel Popp (1879-1960), pictor, sculptor și grafician
- Ioan Opriș (1879-1918), preot ortodox, martir al neamului în preajma Marii Uniri din 1918
- Ioan Lupaș (1880-1967), istoric
- Iulian Pop (1880-1923), primul primar al municipiului Cluj după unirea Transilvaniei cu România în 1919
- Octavian Goga (1881-1938), poet si om politic
- Aurel Vlaicu (1882-1913), inginer român, inventator și pionier al aviației române și mondiale
- Augustin Maior (1882-1963), fizician, pedagog și inventator
- Ion Agârbiceanu (1882-1963), scriitor, preot și protopop greco-catolic, academician
- Emil Monția (1882-1965), compozitor, culegător de folclor și avocat
- Nicolae Bălan (1882-1955), mitropolit al Ardealului (1920-1955), membru de onoare al Academiei Române din 1920
- Onisifor Ghibu (1883-1972), profesor, membru al Academiei Române și politician
- Dimitrie Negru (1883-1955), medic, profesor la Facultatea de Medicină din Cluj, a înființat Institutul de Radiologie din Cluj
- Hans Mattis-Teutsch (1884-1960), pictor
- Nicolae Drăganu (1884-1939), lingvist și istoric literar
- Augustin Rațiu (1884-1970), membru activ al ASTREI, decorat cu ordinul „Crucea Română” în gradul de cavaler (1923)
- Vasile Cerghizan (1885-1968), om de cultură, protopop greco-catolic al Turzii, publicist, autor de manuale școlare, doctor în Drept canonic
- Iuliu Hațieganu (1885-1959), om de știință, doctor, om politic (P.N.Ț.)
- Iuliu Cardinal Hossu (1885-1970), episcop greco-catolic de Cluj-Gherla, deținut politic, cardinal
- Liviu Rebreanu (1885-1944), romancier și dramaturg
- Emil Isac (1886-1954), poet
- Dimitrie Michail (1886-1956), medic, profesor și decan al Facultății de Medicină din Cluj
- Samoilă Mârza (1886-1967), „fotograful Unirii”
- Alexandru Borza (1887-1971), biolog, fondator al Grădinii Botanice din Cluj si al geobotanicii din România, membru (post-mortem) al Academiei Române, preot român unit (greco-catolic), protopop onorar al Clujului.
- Dumitru Man (1888-1952), deputat PNȚ din partea județului Cluj (interbelic), deținut politic
- Silviu Dragomir (1888-1962), istoric participant la Marea Adunare Națională de la Alba Iulia din 1 decembrie 1918, unde a îndeplinit funcția de secretar
- Bernhard Capesius (1889-1981), profesor universitar, scriitor, lingvist.
- Nicolae C. Ionescu (1890-1940), filozof, logician, pedagog și jurnalist. Orientarea sa filozofică a fost numită trăirism
- Teodor Murășanu (1891-1966), preot greco-catolic, pedagog, om de cultură, deținut politic român
- Aron Cotruș (1891-1961), diplomat si scriitor
- Leon Man (1883-1958), ultimul stareț catolic al Mănăstirii Nicula, deținut politic
- Sabin Drăgoi (1894-1968), compozitor și folclorist
- Hermann Oberth (1894-1989), fizician, unul dintre părinții fondatori ai folosirii rachetei în astronautică.
- Lucian Blaga (1895-1961), filozof, poet, dramaturg, traducător, jurnalist, profesor universitar și diplomat
- Dumitru D. Roșca (1895-1980), filosof, academician
- George Calboreanu (1896-1986), actor de teatru și film
- Áron Márton (1896-1980), episcop romano-catolic
- Karl Kurt Klein (1897-1971), teolog, filozof și scriitor
- Constantin Daicoviciu (1898-1973), istoric și arheolog, rector al Universității Babeș-Bolyai, membru al Academiei Române.
- Emil Petrovici (1899-1968), lingvist, academician
- Brassai (1899-1984), fotograf

- Romulus Ladea (1901-1970), sculptor
- Ion Popescu-Sibiu (1901-1974), medic, psihiatru și psihanalist, unul dintre fundatori psihanalizei după Sigmund Freud în România.
- Aurel Vijoli (1902-1981), Guvernator al Băncii Naționale a României (1947-1948) și întâiul Președinte al „Băncii de Stat a Republicii Populare Române” (1948-1952), ministru de finanțe al României, între 1957-1968.
- David Prodan (1902-1992), istoric
- Dumitru Stăniloae (1903-1993), preot, teolog, profesor universitar, dogmatist, traducător, scriitor, ziarist. Este considerat unul dintre numele proeminente ale teologiei europene din secolul XX. Membru de Onoare al Academiei Române
- Aurel Moga (medic) (1903-1977), membru titular al Academiei Române
- Pavel Dan (1907-1937), scriitor
- Ion I. Agârbiceanu (1907-1971), fizician, proiectantul primului laser cu gaze din România, membru corespondent al Academiei Române; fiul lui Ion Agârbiceanu
- Mihai Beniuc (1907-1988), poet, psiholog
- Dimitrie Macrea (1907-1988), lingvist, profesor universitar, membru corespondent al Academiei Române, coordonator principal al Dicționarului Enciclopedic Român
- Sigismund Toduță (1908-1991), compozitor, muzicolog, profesor, membru corespondent (martie 1991) al Academiei Române
- Harald Meschendörfer (1909-1984), pictor și grafician
- Pompeiu Onofreiu (1909-1998), preot și protopop greco-catolic al Sibiului, deținut politic
- Arsenie Boca (1910-1989), teolog și artist, stareț la Mănăstirea Brâncoveanu de la Sâmbata de Sus și apoi la Mănăstirea Prislop, deținut politic
- Emil Cioran (1911-1995), filozof
- Ioan I. Russu (1911-1985), istoric, filolog, academician
- Ioan Cherteș (1911-1992), episcop titular de Cantanus. A condus de facto Eparhia de Cluj-Gherla, după arestarea episcopului Iuliu Hossu și până la numirea lui George Guțiu ca episcop de Cluj-Gherla.
- Emil Turdeanu (1911-2001), filolog și istoric literar din exil, profesor la Catedra de limba română de la Sorbona
- Caius Iacob (1912-1992), matematician, membru al Academiei Române
- Vasile Dobrian (1912-1999), pictor, desenator, grafician și poet de avangardă
- Vasile Netea (1912-1989), istoric
- Alexandru Todea (1912-2002), arhiepiscop al Arhieparhiei de Făgăraș și Alba-Iulia, mitropolit al Bisericii Române Unite cu Roma (cu sediul la Blaj), cardinal
- Raoul Șorban (1912-2006), critic de artă, pictor, scriitor, eseist, academician și memorist
- Tudor Drăganu (1912-2010), jurist, profesor de drept constituțional, membru de onoare al Academiei Române
- Iuliu Hirțea (1914-1978), episcop român unit (greco-catolic) de Oradea, în clandestinitate.
- Corneliu Coposu (1914-1995), om politic, publicist
- Brunó Straub (1914-1995), șef de stat al Ungariei între 1988-1989
- Iosif Pervain (1915-1982), istoric literar, unul dintre cei mai importanți cercetători ai Secolului Luminilor
- Gabriel Țepelea (1916-2012), om de cultură și politician român, reprezentant al Partidului Național Țărănesc (devenit ulterior PNȚCD), membru de onoare al Academiei Române.
- Ion Rațiu (1917-2000), politician român, reprezentant al Partidului Național Țărănesc (devenit ulterior PNȚCD)
- Georg Scherg (1917-2002), scriitor
- Cornel Irimie (1919-1983), creatorul Muzeului Tehnicii Populare din Pădurea Dumbrava
- Nicolae Boboc (1920-1999), dirijor și compozitor
- Radu Prișcu (1921-1987), pedagog și inginer constructor de baraje (Barajul Vidraru)
- Nicolae Lupu (1921-2001), istoric, arheolog, director al Muzeului Brukenthal.
- Ion Negoițescu (1921-1993), critic și istoric literar
- Toma Dordea (n.1921), profesor universitar dr., membru al Academiei Române
- Ștefan Augustin Doinaș (1922-2003), poet, eseist, traducător, deținut politic, academician, și politician
- Viorel Gheorghiță (n.1922), deținut politic al regimului comunist, sonetist, memorialist și scriitor
- Francisc Baraniay (n.1923), pictor
- Eta Boeriu (1923-1984), scriitoare, poetă și traducătoare
- Ion Cristoreanu (1923-1984), cântăreț de muzică populară
- Ovidiu Cotruș (1924-1977), poet și critic literar
- Aurel Gurghianu (1924-1987), poet si traducător
- Mihai Neamțu (1924-2000), călugăr bazilian (greco-catolic), terapeut. Procesul său de beatificare este în curs.
- Nicolae Balotă (n. 1925-2014), scriitor, eseist
- Antonie Plămădeală (1926-2005), mitropolit, membru de onoare al Academiei Romane
- Octavian Paler (1926-2005), scriitor, jurnalist, editorialist și om politic român, unul din fondatorii Grupului de Dialog Social
- Mircea Malița (n.1927), matematician, eseist, academician, diplomat (director al Bibliotecii române din New York)
- Ioan Pop de Popa (n.1927), profesor doctor docent, medic cardiolog, specialist în chirurgie cardio-vasculară, a efectuat prima operație pe cord deschis din România
- Ioan Tolan (n.1927), sculptor
- Oskar Pastior (1928-2006), scriitor
- Doina Cornea (n. 1929), universitar, traducătoare, disidentă anticomunistă din România, politician PNȚCD
- Aurel Gurghianu (1929-1987), poet și traducător
- Miloș Cristea (1931-2003), arhitect
- Sever Frențiu (1931-1997), pictor, scenograf
- Mircea Ivănescu (1931-2011), poet
- Lucian Mureșan (n.1931) arhiepiscopul major al Arhieparhiei de Făgăraș și Alba-Iulia (cu sediul la Blaj), cardinal
- Mircea Păcurariu (n.1932), profesor univ. dr., membru corespondent al Academiei Române
- Romulus Vulpescu (1933-2012), poet, scriitor, traducător
- Zeno Popovici (n.1933) profesor univ. dr., membru al Academiei de Știinte Medicale din România
- Eginald Schlattner (n. 1933), scriitor
- Ionel Haiduc (n. 1937), chimist, academician
- Mircea Micu (1937-2010), poet, prozator și publicist
- Adriana Chirița (n.1938), pictor
- Ioan Chindriș (n.1938), istoric
- Emil Șimăndan (n.1940), ziarist, publicist, scriitor și poet
- Dieter Acker (1940-2006), compozitor
- Ioan Alexandru (1941-2000), poet, publicist, eseist și om politic
- Horia Demian (1942-1989), baschetbalist
- Ladislau Babocsic (n.1942), pictor
- Alexandru Lupaș, (1942-2007), profesor univ. dr., matematician
- Radu Vasile (1942-2013), om politic și istoric român
- Iancu Dumitrescu (n. 1944), compozitor, dirijor, muzicolog
- Andrei Codrescu (n. 1946), eseist, poet și prozator
- Cornelia Kocsis Josan (n. 1948), pictor
- Radu Anton Roman (1948 - 2005), scriitor, publicist, realizator TV
- Christian W. Schenk (n. 1951), medic, scriitor, poet, publicist, traducător, editor
- Dumitru Prunariu (n.1952), cosmonaut
- Ricky Dandel (n. 1952), solist vocal, compozitor, textier
- Herta Müller (n. 1953), scriitoare de limbă germană și română, laureată a Premiului Nobel pentru Literatură pe anul 2009.
- Delia Brândușescu (n.1954), sculptor
- Dan Dănilă (n. 1954), scriitor și artist plastic.
- Mihai Păcurar (n. 1955), decorator și pictor
- Ioan-Aurel Pop (n. 1955), istoric, profesor și rector al Universității Babeș-Bolyai din Cluj-Napoca, director al Centrului de Studii Transilvane din Cluj-Napoca, membru titular (2010) al Academiei Române, președinte al Academiei Române (din 2018).
- Emil Hurezeanu (n. 1955), scriitor și jurnalist
- Mariana Buruiană (n. 1955), actriță, traducătoare și scriitoare
- Romulus Bucur (n. 1956), poet, critic, publicist și traducător
- Lucian Suciu (n. 1956), poet de haiku
- Klaus Johannis (n. 1959), profesor de fizică, om politic, primar al orașului Sibiu (2000-2014), președinte al României (2014-)
- Dacian Andoni (n.1962), pictor
- Lucian Vințan (n.1962), profesor universitar dr., membru al Academiei de Știinte Tehnice din România
- Ioan Bolovan (n. 1962), istoric
- Nicușor Dan (n. 1969), activist civic și matematician român, inițiator și fost președinte al partidului Uniunea Salvați România, ales pentru funcția de primar general al Bucureștiului, la 27 septembrie 2020, iar la alegerile locale din 9 iunie 2024 a fost reales cu 46,9%; la 18 mai 2025, a fost ales președinte al României, cu 53,6% din voturile exprimate
- Dacian Cioloș (n. 1969), inginer agronom, comisar european, prim-ministru al României (2015-2017)
- Macarie Drăgoi (n.1977), episcop, membru al Sfântului Sinod al Bisericii Ortodoxe Române
- Voicu Mihnea Șimăndan (n.1978), scriitor și profesor din diaspora
- Claudia Maria Presăcan (n.1979) antrenoare, gimnastă laureată cu aur pe echipe și, respectiv cu bronz olimpic la Sydney 2000.